# 장피에르 뒤서
장피에르 뒤서(Jean-Pierre Dusséaux, 1950년 1월 28일 ~)은 프랑스의 영화 감독이다.